# EMD DDM45
A EMD DDM45 é uma locomotiva diesel-elétrica de bitola métrica construída pela Electro-Motive Diesel. A sigla D-D significa que ela tem oito eixos de tração em dois truques, enquanto a letra M representa o tipo de bitola em que opera, que é a bitola métrica, e o número 45 representa a locomotiva EMD SD45 da qual ela foi derivada e ao seu motor primário, o EMD 645. Essas locomotivas foram construídas para tracionar os pesados trens de minério de ferro na Estrada de Ferro Vitória a Minas (EFVM) no Brasil. No início da década de 1970, a EFVM precisava não apenas expandir sua frota de locomotivas, mas também utilizar as locomotivas de motor único mais potentes disponíveis, e a DDM45 representou o modelo mais bem avaliado que a EMD tinha a oferecer na época.

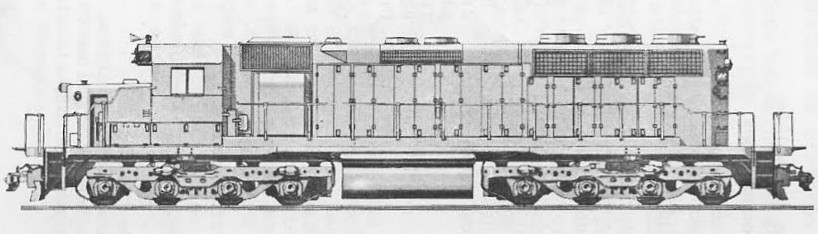
Diagrama técnico da locomotiva EMD DDM45

## História
A DDM45 é uma locomotiva diesel-elétrica com 8 eixos, sendo 2 truques de 4 eixos, com arranjo de rodas do tipo D-D.
Um total de 83 locomotivas foram fabricadas entre 1970 e 1976 pela EMD para rodar no Brasil, na Estrada de Ferro Vitória-Minas (EFVM). Ela é uma SD45 original lançada em 1965, adaptada com uma versão estreita dos truques Flexicoil-D que são os mesmos utilizados pelas DD35, DD35A e DDA40X, sendo o "M" de seu nome devido à bitola métrica (1,000mm) da estrada de ferro em que roda, o número 45 é referente a locomotiva EMD SD45 da qual ela foi derivada, e ao seu motor primário, que é o 20-645-E3, V20, e sua potência é de 3600 hp. Tanta potência para a época se deve a corrida por hp que os principais fabricantes da época faziam nos EUA, principalmente após a entrada das primeiras Diesel-Hidráulicas da Alemanha Ocidental em 1961, feitas pela Krauss-Maffei, modelo ML4000 com 4000 hp efetivos para tração.
A necessidade da utilização do arranjo de rodas D-D em uma locomotiva de 3600 hp foi feita por causa da limitação dos pequenos motores de tração utilizados nos estreitos eixos de bitola métrica, já que os truques originais de seis eixos não conseguiriam lidar com a potência disponível para a tração, pois sua capacidade gira em torno dos 500 hp cada, obrigando a utilização de 2 motores a mais.
A vantagem de ter truques D-D ao invés de C-C está na capacidade de aderência da locomotiva, o que permite utilizar plenamente a potência do alternador fazendo com que a locomotiva ganhe velocidade mais rapidamente. Fato consumado em trechos de rampas ou em trilhos sujos ou molhados, porém esse ganho tem seu custo, pois são mais motores de tração e eixos para serem revisados e mantidos em boas condições, maior raio mínimo de inscrição e maior desgaste de trilhos, mancais, flanges e rolamentos.
Essa locomotiva de 3800 hp era extremamente interessante para a EFVM, pois é exatamente a potência de 2 locomotivas G16U em uma só, permitindo assim a tração múltipla de uma ou duas DDM45 no lugar de duas ou quatro G16 nas tradicionais "quinas" de G16 com 150 gôndolas do tipo MI, tornando-se mais econômica, pois estaria "gastando" 40 cilindros de 645"cu mais 16 cilindros de 567"cu (duas DDM mais uma G16), totalizando 34.872"cu ao invés de 80 cilindros de 567"cu totalizando 45.360"cu que as cinco G16 teriam.  
A DDM45 é uma das mais interessantes locomotivas do Brasil e foi a mais potente do país em sua época antes da chegada das GE Dash 8 e Dash 9, sendo muito cultuada pelos fãs ferroviários devido ao forte e alto som de seu motor V20 com mais de 10,56 litros cada, totalizando um motor de 211.300cc ou seja 211,3 litros.
Ao contrário do que muitos acreditam esse motor também presente na SD45 não era "beberrão", gerando até mais hp por litro consumido que o 16-645E3, que equipa as SD40. Sua desvantagem é que quando parado rodando em marcha lenta ou em manobras esse motor gasta 20% a mais que sua versão de 16 cilindros, e desgasta 20% a mais de peças móveis, tornando-o extremamente caro e dispendioso para manobras que necessitem de baixa potência.
Elas operam com trens em tração dupla com 160 vagões, tripla com 240, e até mesmo dupla com 200 vagões gôndola e 18.000 toneladas, até 1991 com a chegada das primeiras Dash 8 de 4000 hp, que assumiram o reinado de locomotivas de maior potência. 
As unidades 801 a 807 foram transferidas a FCA e renumeradas como 4291 a 4297 em 2002, mas em 2008 foram devolvidas para a EFVM.

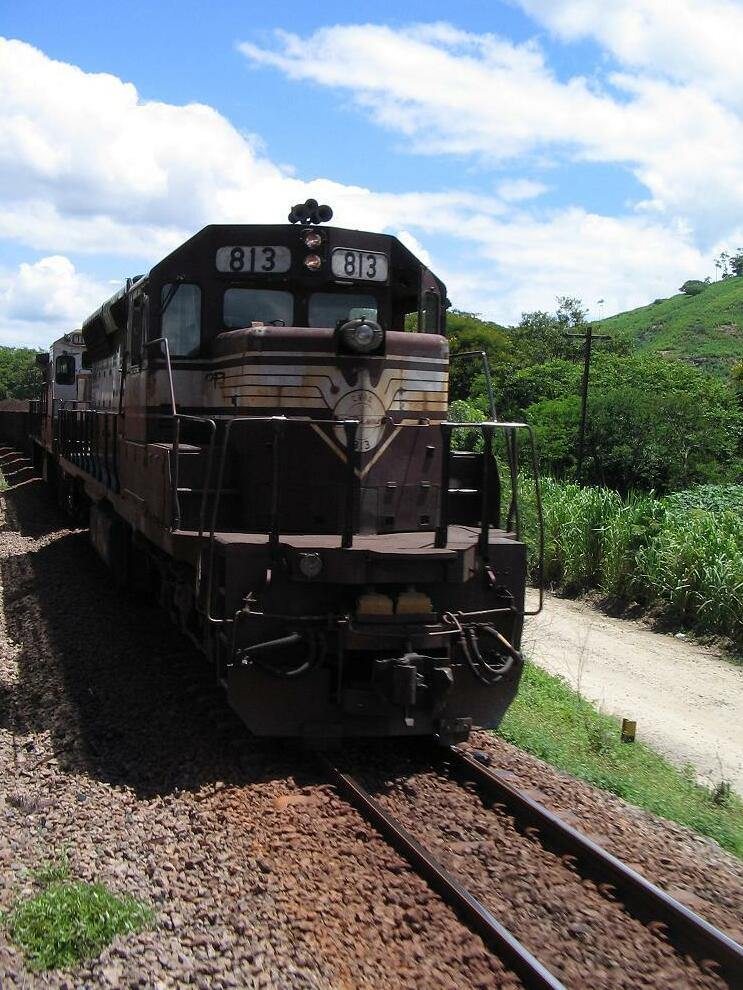
Locomotiva DDM45 nº813 pintura 1º Fase da "Águia".
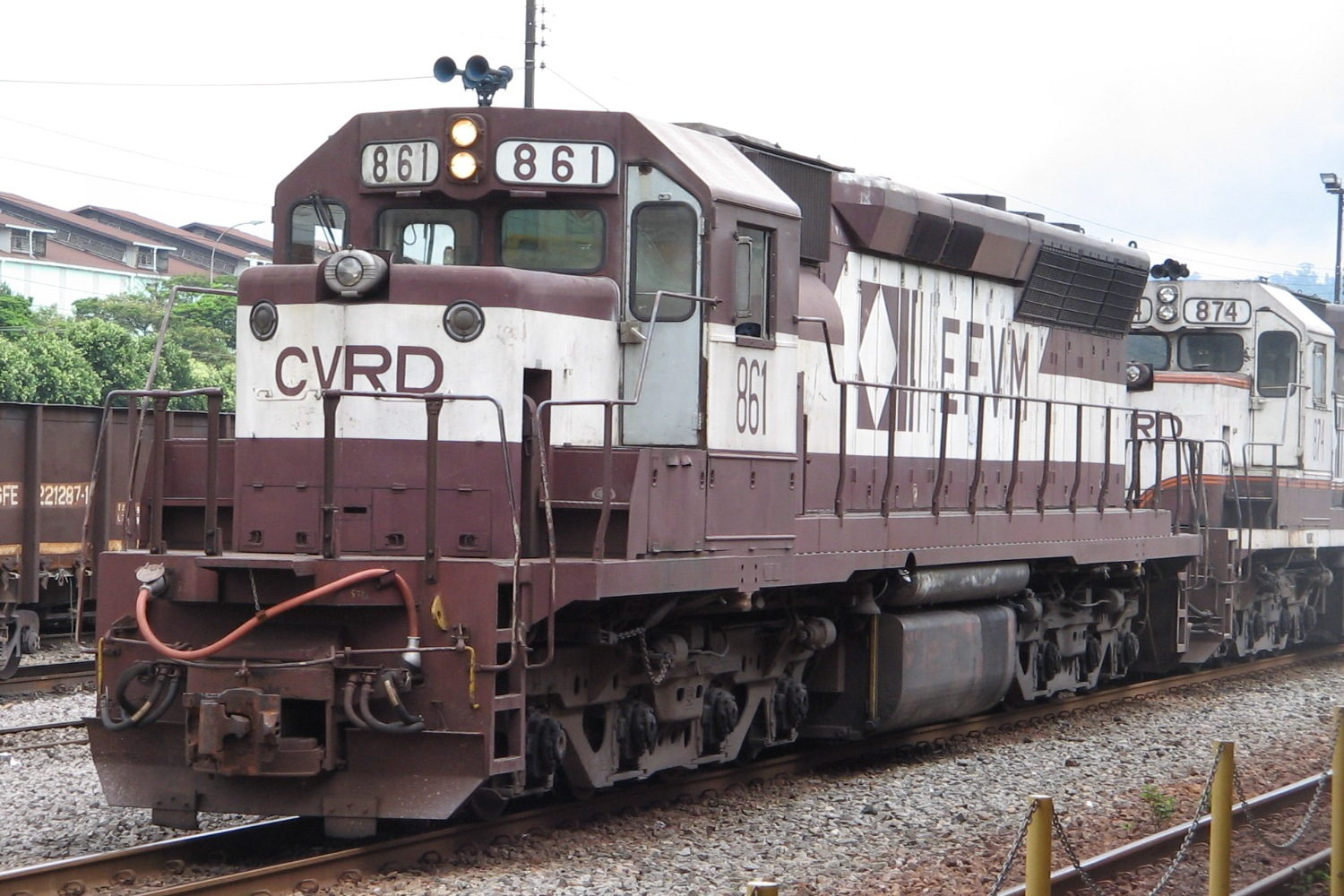
Locomotiva DDM45 nº861
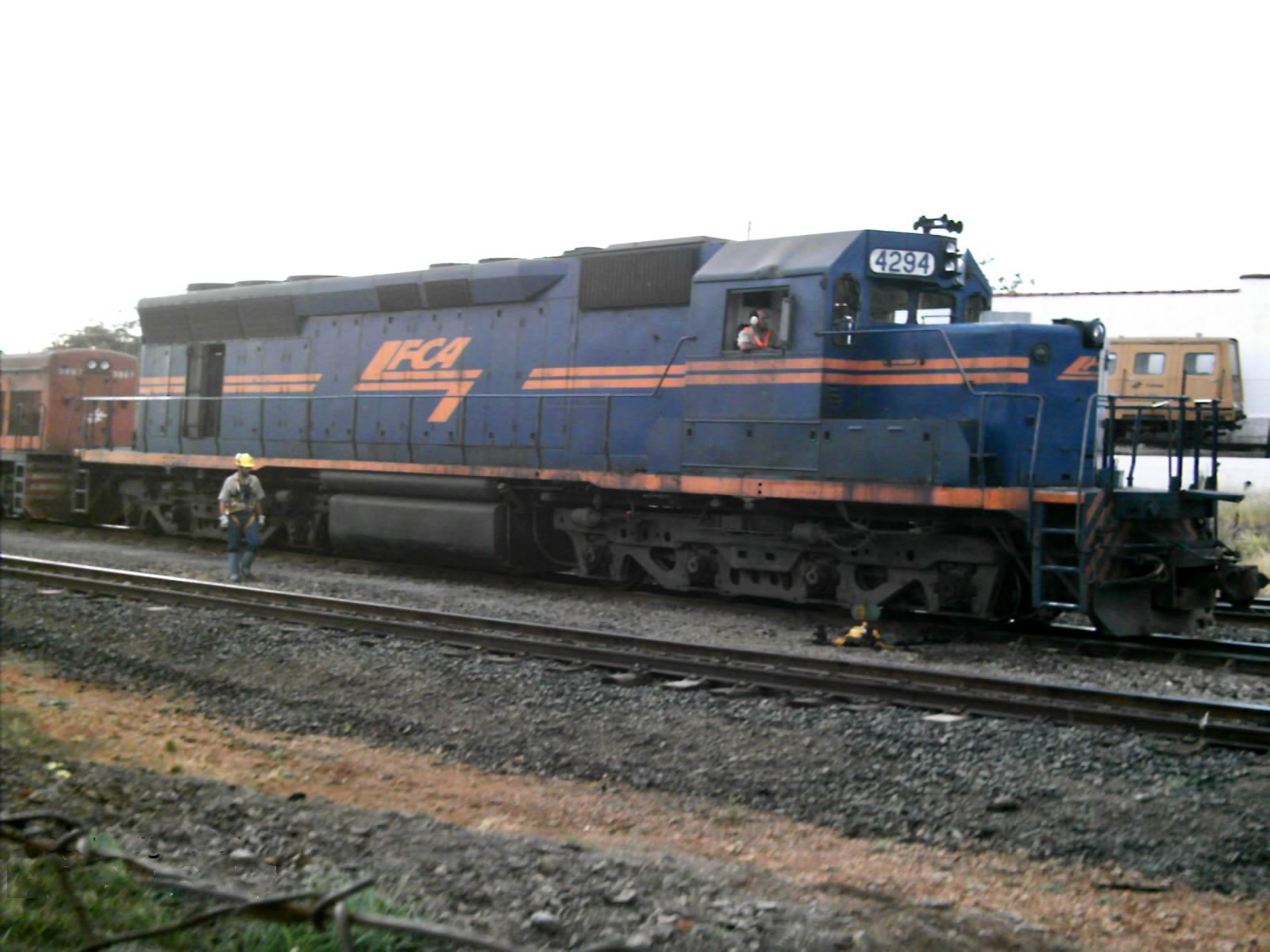
EMD DDM45 #804, renumerada #4294, no primeiro padrão de pintura da FCA, em Uberaba - MG.

## Com Motor Caterpillar
As locomotivas 815 e 851 receberam um motor Caterpillar como experiência em 1988 nas oficinas de Tubarão, para testes de potência, visando obter mais rendimento das DDM45. Esse motor era o 3612, de 3800 hp brutos e 12 cilindros com 4 tempos, desenvolvido para substituir os já considerados obsoletos e "gastões" motores de 20 cilindros usados nas SD45. Esses motores ficaram instalados nessas unidades até 1995 quando seus motores normais voltaram a elas, após a EFVM não ficar satisfeita com o custo beneficio dessa substituição. a EFVM começou um plano de repotencialização de suas DDM45 com a própria GM-EMD.

## A variante  DDM45MP
A EFVM em 1991 estava comprando 6 locomotivas Dash-8 e queria saber se compensava modernizar a antiga frota de DDM45's para trabalharem de igual para igual com as mais modernas Dash-8's.
Para isso desenvolveu com a GM um projeto para que as DDM's conseguissem tracionar 200 vagões de minério carregados sem auxilio em duplas. Para tal façanha essas maquinas teriam que ser dotadas de micro-processadores, além de toda uma reforma no conjunto elétrico e de motores diesel, visando maior confiabilidade e menor consumo de combustível. Em 1992 a EFVM enviou toda a mecânica das DDM's 827, 828, 830, 843, 847 e 855 para os EUA, onde seriam modernizados vários componentes além de remanufaturarem todo conjunto de motores diesel e alternadores.
As seis DDM's voltaram as linhas em 1993, como DDM45-MP e sua numeração teve um numero "1" adicionado ao inicio, demonstrando serem superiores as demais. 
Entretanto como o custo de cada uma dessas máquinas foi em torno de US$1,1Mi a EFVM decidiu que seria mais interessante comprar máquinas novas, dos modelos Dash 8 (GE BB40-8M) e Dash 9 (GE BB40-9M e GE BB40-9WM).
Nessas máquinas o motor remanufaturado recebeu a designação "B", passando de 20-645E3 para 20-645E3B.
A locomotiva 1885 sofreu um acidente e foi baixada, porém foi reconstruída nas oficinas de Tubarão, recebendo a numeração 1884, entretanto continua sendo a antiga DDM45 número 885, a 884 é uma DDM45 até hoje e não foi baixada para ser remontada como MP como muitos entusiastas pensam.

## Tabela de Informações
| Numero de Fabricação | Numero original | Ano de entrada em Trafego | Observações                                  |
| -------------------- | --------------- | ------------------------- | -------------------------------------------- |
| 34671                | 801             |                           | Transferida para FCA em 08/2001 (atual 4291) |
| 34672                | 802             |                           | Transferida para FCA em 08/2001 (atual 4292) |
| 34673                | 803             |                           | Transferida para FCA em 08/2001 (atual 4293) |
| 34674                | 804             |                           | Transferida para FCA em 08/2001 (atual 4294) |
| 34675                | 805             |                           | Transferida para FCA em 08/2002 (atual 4295) |
| 34676                | 806             |                           | Transferida para FCA em 08/2002 (atual 4296) |
| 34677                | 807             |                           |                                              |
| 34678                | 808             |                           |                                              |
| 34679                | 809             |                           |                                              |
| 34680                | 810             |                           |                                              |
| 34681                | 811             |                           |                                              |
| 34682                | 812             |                           |                                              |
|                      | 813             |                           |                                              |
|                      | 814             |                           |                                              |
|                      | 815             |                           | Com motor Caterpillar de 1988.10 a 1995.09   |
|                      | 816             |                           | Baixada 1994.12                              |
|                      | 817             |                           |                                              |
|                      | 818             |                           |                                              |
|                      | 819             |                           |                                              |
|                      | 820             |                           |                                              |
|                      | 821             |                           |                                              |
|                      | 822             |                           |                                              |
|                      | 823             |                           |                                              |
|                      | 824             |                           |                                              |
|                      | 825             |                           |                                              |
|                      | 826             |                           |                                              |
|                      | 827             |                           | Modernizada como DDM45-MP 1827 em 1993.03    |
|                      | 828             |                           | Modernizada como DDM45-MP 1828 em 1992.12    |
|                      | 829             |                           |                                              |
|                      | 830             |                           |                                              |
|                      | 831             |                           |                                              |
|                      | 832             |                           |                                              |
|                      | 833             |                           |                                              |
|                      | 834             |                           |                                              |
|                      | 835             |                           |                                              |
|                      | 836             |                           |                                              |
|                      | 837             |                           |                                              |
|                      | 838             |                           |                                              |
|                      | 839             |                           |                                              |
|                      | 840             |                           |                                              |
|                      | 841             |                           |                                              |
|                      | 842             |                           |                                              |
|                      | 843             |                           | Modernizada como DDM45-MP 1843 em 1993.04    |
|                      | 844             |                           |                                              |
|                      | 844             |                           |                                              |
|                      | 845             |                           |                                              |
|                      | 846             |                           |                                              |
|                      | 847             |                           | Modernizada como DDM45-MP 1847 em 1993.03    |
|                      | 848             |                           | Baixada em 1994.12                           |
|                      | 849             |                           |                                              |
|                      | 850             |                           |                                              |
|                      | 851             |                           | Com motor Caterpillar de 1988.10 a 1995.08   |
|                      | 852             |                           | Baixada em 1980.12                           |
|                      | 853             |                           | Baixada em 1994.12                           |
|                      | 854             |                           |                                              |
|                      | 855             |                           |                                              |
|                      | 856             |                           |                                              |
|                      | 857             |                           |                                              |
|                      | 858             |                           |                                              |
|                      | 859             |                           |                                              |
|                      | 860             |                           |                                              |
|                      | 861             |                           |                                              |
|                      | 862             |                           |                                              |
|                      | 863             |                           |                                              |
|                      | 864             |                           |                                              |
|                      | 865             |                           | Modernizada como DDM45-MP 1865 em 1993.04    |
|                      | 866             |                           |                                              |
|                      | 867             |                           |                                              |
|                      | 868             |                           |                                              |
|                      | 869             |                           |                                              |
|                      | 870             |                           |                                              |
|                      | 871             |                           | Baixada em 1997.06                           |
|                      | 872             |                           |                                              |
|                      | 873             |                           |                                              |
| 748027-1             | 874             | 1976.01                   |                                              |
| 748027-2             | 875             | 1976.01                   |                                              |
| 748027-3             | 876             | 1976.01                   |                                              |
| 748027-4             | 877             | 1976.01                   |                                              |
| 748027-5             | 878             | 1976.02                   |                                              |
| 748027-6             | 879             | 1976.02                   |                                              |
| 748027-7             | 880             | 1976.02                   |                                              |
| 748027-8             | 881             | 1976.02                   |                                              |
| 748027-9             | 882             | 1976.02                   |                                              |
| 748027-10            | 883             | 1976.02                   |                                              |